# Jaklovce
Jaklovce (bis 1927 slowakisch „Jakľovce“; deutsch Jeckelsdorf, ungarisch Jekelfalva) ist eine Gemeinde im Osten der Slowakei, mit 1802 Einwohnern (Stand 31. Dezember 2024), die zum Okres Gelnica, einem Kreis des Košický kraj gehört.

## Geographie

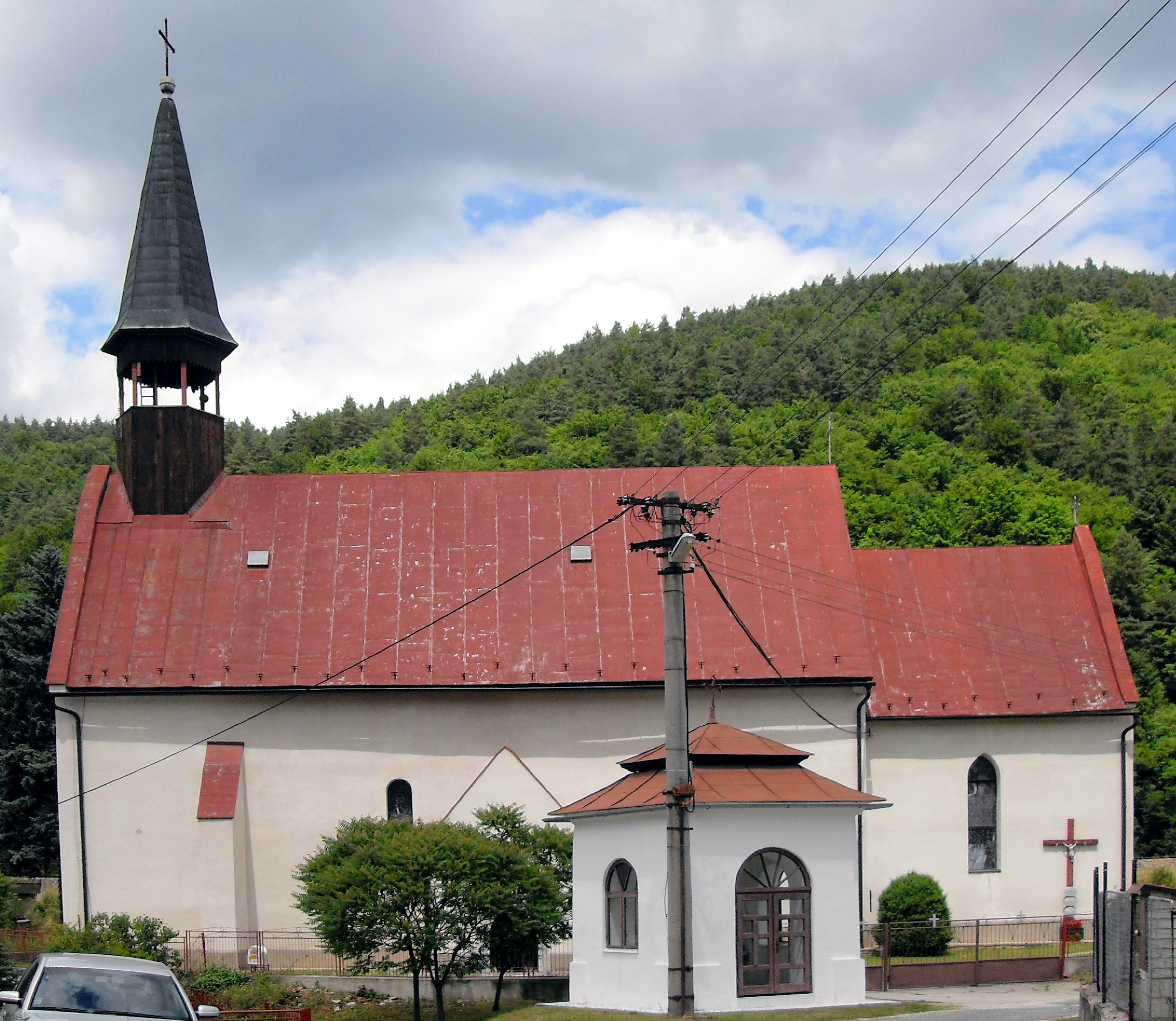
Kirche St. Antonius in Jaklovce

Die Gemeinde liegt im Tal des Flusses Hnilec im Ostteil des Slowakischen Erzgebirges. Das Gebiet ist gebirgig, mit Ficht- und Eichenwäldern. Ein Teil des Stausees Ružín ragt in den Ort. Das Ortszentrum liegt auf einer Höhe von 337 m n.m. und ist sechs Kilometer von Gelnica sowie 31 Kilometer von Košice gelegen.

## Geschichte
Jaklovce wurde zum ersten Mal 1292 schriftlich erwähnt, als der damalige Bürgermeister von Göllnitz Jekul, Gründer des Geschlechtes Jekelfalussy, das unbewohnte Land durch eine Donation erhielt. Im Ort gab es ein Eisenerz-Bergwerk. 1828 sind 134 Häuser und 982 Einwohner verzeichnet.

## Bevölkerung
| Jahr                | 1994 | 2004    | 2014    | 2024    |
| ------------------- | ---- | ------- | ------- | ------- |
| Anzahl der Personen | 1957 | 1972    | 1905    | 1802    |
| Unterschied         |      | +0,76 % | −3,39 % | −5,40 % |

| Jahr                | 2023 | 2024    |
| ------------------- | ---- | ------- |
| Anzahl der Personen | 1812 | 1802    |
| Unterschied         |      | −0,55 % |

Ergebnisse nach der Volkszählung 2001 (1958 Einwohner):
| Nach Ethnie: - 98,11 % Slowaken - 1,38 % Zigeuner - 0,10 % Tschechen | Nach Religion: - 93,87 % römisch-katholisch - 2,60 % konfessionslos - 1,58 % griechisch-katholisch |

## Bauwerke
- römisch-katholische Antoniuskirche, ursprünglich gotisch im 13. Jahrhundert errichtet, 1897 und 1912 umgebaut
- barockes Landschloss aus der Hälfte des 18. Jahrhunderts